# Café au lait
Café au lait (/ˌkæfeɪ oʊ ˈleɪ, kæˌfeɪ, kə-/; tiếng Pháp: [kafe o lɛ]; "Cà phê với sữa" trong Tiếng Pháp) là loại cà phê sữa pha theo kiểu Pháp. Người ta pha café au lait bằng cách thêm sữa nóng vào cà phê espresso "gấp đôi" (espresso doppio) hoặc cà phê espresso "kéo dài" (espresso lungo), hoặc cũng có thể là cà phê phin. Café au lait được đựng trong một cái tách lớn được gọi là bol. Loại cà phê này hay được dùng trong bữa sáng và thường không tìm thấy ở các quán cà phê. Theo một hủ tục, bánh sừng bò cũng như các loại bánh khác dùng để nhúng vào café au lait không xứng với truyền thống của quán cà phê.
Trong các quán ăn ở Pháp thì café thường dùng để chỉ loại espresso của Ý hơn là loại cà phê phin của Pháp, café crème sẽ có thêm một ít sữa ấm hoặc kem sữa.

## Các biến thể

### Châu Âu

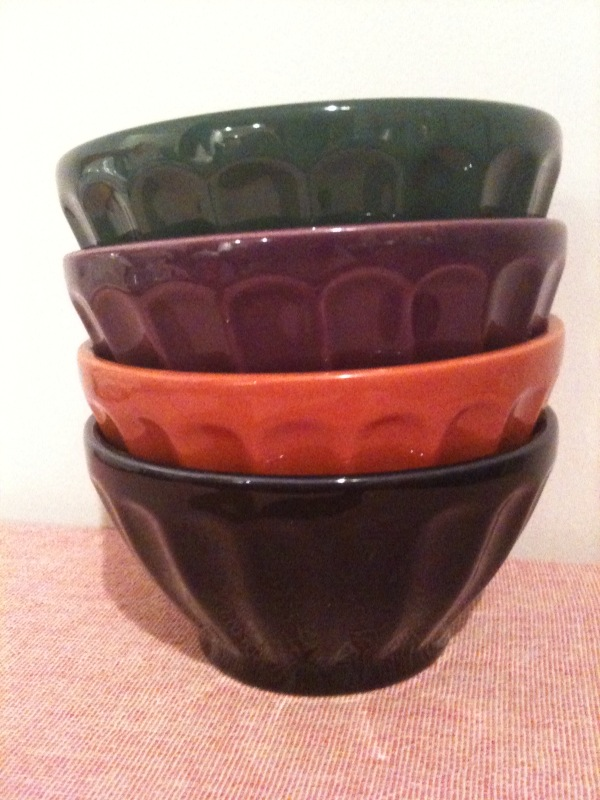
Bát sứ Café au lait theo phong cách truyền thống được sử dụng ở Pháp

Ở châu Âu, café au lait bắt nguồn từ truyền thống lục địa giống như caffè latte ở Ý, café con leche ở Tây Ban Nha, kawa biała ("cà phê trắng") ở Ba Lan, Milchkaffee ("cà phê sữa") ở Đức, tejeskávé ở Hungary, koffie verkeerd ở Hà Lan và Flanders, và café com leite ("cà phê với sữa") ở Bồ Đào Nha và Brazil. trong một ly, chẳng hạn như meia de leite hoặc galão. Ở Ý, nhiều biến thể đi từ caffè latte đơn giản đến latte macchiato đến cappuccino. Trong cả hai ngôn ngữ Ý và Bồ Đào Nha, có rất nhiều thuật ngữ phức tạp hơn để làm rõ độ mạnh  của cà phê, cách rang của nó, độ ấm mong muốn, ... Ở các khu vực nói tiếng Pháp của Thụy Sĩ, một biến thể phổ biến là café renversé, hoặc thường chỉ là renversé, pha bằng cách lấy cốc sữa và thêm cà phê espresso, ngược lại với phương pháp pha cà phê thông thường. Ở Andalusia, miền Nam Tây Ban Nha, một biến thể tương tự được gọi là manchado ("nhuộm màu"). Ở Bắc Âu, café au lait là tên thường được sử dụng trong các quán cà phê.
Tại nhà, café au lait có thể được pha chế từ café đậm và sữa đun nóng; trong các quán cà phê, nó được pha bằng máy pha cà phê espresso và sữa hấp kể từ khi những máy này có mặt vào những năm 1940 — do đó nó chỉ đơn thuần đề cập đến sự kết hợp "cà phê và sữa", tùy thuộc vào địa điểm, không phải một thức uống cụ thể.
Café au lait và caffè latte được sử dụng như những thuật ngữ tương phản, để chỉ ra đồ uống phục vụ theo cách "Pháp" hay "Ý", thức uống trước được đựng trong cốc hoặc bát sứ trắng, thức uống sau được đựng trong kính bếp và luôn luôn được pha từ máy pha cà phê espresso, trong khi café au lait có thể là cà phê espresso hoặc cà phê đậm.

### Hoa Kỳ

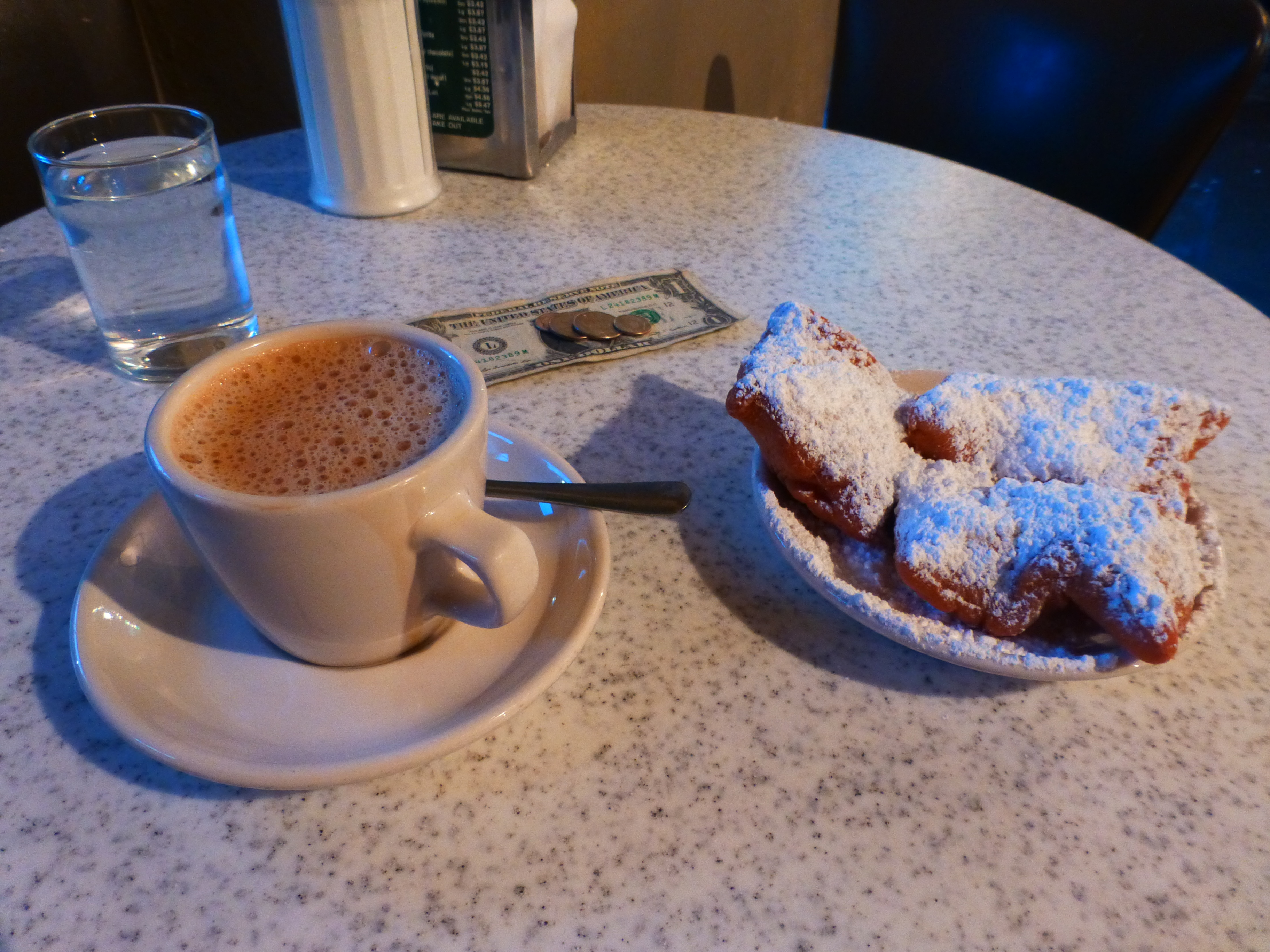
Một quán cà phê au lait và beignet được phục vụ ở Café du Monde, New Orleans.

Trong nhiều quán cà phê ở Mỹ, café au lait là thức uống gồm cà phê phin hoặc cà phê ép kiểu Pháp, có thêm sữa hấp vào; điều này trái ngược với caffè latte, sử dụng cà phê espresso làm nền. Café au lait của Mỹ thường được phục vụ trong cốc, cũng như cà phê pha, chỉ được phục vụ trong bát ở những cửa hàng muốn nhấn mạnh truyền thống của Pháp.
Café au lait là thức uống phổ biến ở New Orleans, có bán tại các quán cà phê như Café du Monde và Morning Call Coffee Stand, nơi nó được pha bằng sữa và cà phê trộn với rau diếp xoăn, tạo cho nó một vị đắng đậm. Không giống như phong cách quán cà phê châu Âu, quán cà phê au lait theo phong cách New Orleans được làm bằng sữa đánh vảy (sữa được hâm nóng trên nhiệt độ đến mức vừa sôi), chứ không phải bằng sữa hấp. Việc sử dụng rễ rau diếp xoăn rang làm chất pha cà phê đã trở nên phổ biến ở Louisiana trong Nội chiến Hoa Kỳ, khi các cuộc phong tỏa hải quân của Liên minh cắt đứt cảng New Orleans, buộc người dân phải mở rộng nguồn cung cấp cà phê. Ở New Orleans, café au lait theo truyền thống ăn kèm với những chiếc bánh beignet phủ đường bột, loại bỏ vị đắng của rau diếp xoăn. Hương vị cho cà phê và rau diếp xoăn đã được phát triển bởi người Pháp trong cuộc nội chiến của họ. Cà phê rất khan hiếm trong thời gian đó, và họ nhận thấy rằng rau diếp xoăn bổ sung thêm hương vị cho món cà phê. Những người Acadia từ Nova Scotia đã mang hương vị này và nhiều phong tục (di sản) khác của Pháp đến Louisiana.